# Napomyza
Genre
Napomyza est un genre de mouches de la famille des Agromyzidae.

## Liste des espèces
- Napomyza arcticola Spencer, 1969
- Napomyza blairmorensis Sehgal, 1971
- Napomyza blumea Spencer, 1969
- Napomyza evanescens Hendel, 1920
- Napomyza grandella Spencer, 1986
- Napomyza immanis Spencer, 1969
- Napomyza immerita Spencer, 1969
- Napomyza lateralis Fallen, 1823
- Napomyza manni Spencer, 1986
- Napomyza marginalis Frost, 1927
- Napomyza mimula Spencer, 1969
- Napomyza minuta Spencer, 1981
- Napomyza montanoides Spencer, 1981
- Napomyza nigritula Zetterstedt, 1838
- Napomyza nugax Spencer, 1969
- Napomyza pallens Spencer, 1969
- Napomyza schusteri Spencer, 1981
- Napomyza suda Spencer, 1969